# Staudingerova reakce
Staudingerova reakce je organická reakce, při níž organický azid reaguje s fosfinem nebo fosfitem za vzniku iminofosforanu. Reakce je pojmenována po německém chemikovi Hermannu Staudingerovi, který ji v roce 1921 objevil. Reakce probíhá podle této obecné rovnice:
R3P + R'N3 → R3P=NR' + N2

## Staudingerova redukce
Staudingerova redukce probíhá ve dvou krocích. Nejprve se vytvoří fosfinimin reakcí azidu s fosfinem; meziprodukt je následně hydrolyzován na fosfinoxid a amin:
R3P=NR' + H2O → R3P=O + R'NH2
Nejčastěji se k této reakci používají trifenylfosfin, z něhož vzniká jako vedlejší produkt trifenylfosfinoxid, a tributylfosfin, jehož vedlejším produktem je tributylfosfin.

### Mechanismus
Při Staudingerově reakci se tvoří iminofosforan nukleofilní adicí arylového nebo alkylového derivátu fosfanu na koncový atom dusíku organického azidu za odštěpení molekuly dusíku. Iminofosforan se následně hydrolyzuje na amin a jako vedlejší produkt se tvoří fosfinoxid.

## Staudingerova ligace
Významnou oblastí výzkumu v chemické biologii je Staudingerova ligace, obměna klasické Staudingerovy reakce, při níž se napojuje elektrofilní molekula (například methylester) na triarylfosfin. Ve vodném prostředí dochází k přesmyku na azaylidovém meziproduktu, který vede ke vzniku amidové vazby a fosfinoxidu; název Staudingerova ligace je odvozen od toho, že zde dochází ke spojení (ligaci) dvou molekul, zatímco u klasické Staudingerovy reakce jsou produkty po hydrolýze od sebe oddělené. Existuje varianta této reakce, při které se netvoří žádné zbytkové atomy.
Staudingerovu ligaci lze použít k tvorbě vazby mezi nukleosidem a látkou sloužící jako fluorescenční značka.

(ve struktuře OBt chybí atom kyslíku)
Staudingerova ligace se používá k umístění organických molekul (například fluorescenčních barviv) na přesně určená místa s využitím rekombinantních peptidů obsahujících aminokyseliny konjugované s azidy.